# Sumerki zjenskoj dusji
Sumerki zjenskoj dusji (ryska: Сумерки женской души) är en rysk dramafilm från 1913, regisserad av Jevgenij Bauer.
Filmen totalförbjöds i Sverige.

## Rollista
- Nina Tjernova – Vera Dubovskaja
- A. Ugrjumov
- Valerian Demert (även manus)